# Gene Malin
Gen Malin (30 de junio de 1908 - 10 de  agosto de 1933), también conocido por los nombres artísticos de Jean Malin e Imogene Wilson, fue un actor estadounidense, maestro de ceremonias, y transformista durante la Era del Jazz. Fue uno de los primeros intérpretes abiertamente gay en la época de la Prohibición y su cultura speakeasy.

## Primeros años
Malin nació Victor Eugene James Malinovsky en Brooklyn, Nueva York, el 30 de junio de 1908 en una familia obrera de origen polaco lituano. Tenía dos hermanas y dos hermanos, uno de los cuales trabajaba en una refinería de azúcar, y el otro se convertiría en oficial de policía.
De niño, Malin asistió al P.S. 50 en Brooklyn y después fue al Instituto del Distrito Oriental. Adolescente, ya ganaba premios por sus disfraces en bailes de drag queens en Manhattan a mediados de los años 1920. A finales de la adolescencia Malin había trabajado como chico de coro en varios espectáculos de Broadway como Princess Flavor, Miami, o Sisters of the Chorus. Alrededor del mismo periodo, Malin trabajaba en varios clubes nocturnos de Greenwich Village como imitador femenino, más notablemente en el Rubaiyat.

## Carrera
En la primavera de 1930, Malin se convirtió en el actor principal en el elegante club Abbey de Louis Schwartz entre la calle 46 y la 8ª Avenida de Nueva York. A pesar de que Malin era acompañado por Helen Morgan Jr. (Francis Dunn) y Lestra LaMonte (Lester LaMonte), populares imitadores femeninos del momento, no aparecía travestido (otras fuentes, sin embargo, afirman que imitaba a Gloria Swanson y Theda Bara). El quid de la actuación de Malin no era hacerse pasar por mujer, sino el hecho de aparecer como un hombre extravagante, afeminado, abiertamente gay que llevaba esmoquin; el columnista de Broadway de los periódicos de William Randolph Hearst Louis Sobol describió a Malin como "un muchacho con cara de bebé que cecea y aprieta los dedos en sus muslos" durante las actuaciones, mientras otro observador le llamó "un artista brillante, un tipo muy gracioso, pero atrevido".
Malin se movía por el escenario y entre la audiencia como un presentador elegante, ingenioso y burlón, afectando una imagen exagerada asociada con los "Pansy acts" (literalmente, actos de mariquitas) que seguían. Malin y otros intérpretes como Karyl Norman y Ray Bourbon encendieron una "Pansy Craze" en los speakeasies de Nueva York y más tarde de otras grandes ciudades también. (Una vez pegó a un mecenas alborotador durante una actuación, incitando a Ed Sullivan a escribir, "Jean Malin le dio un zurriagazo a un interlocutor anoche en uno de los clubes locales. Todo aquel que trina no es un mariquita") Una publicación teatral, Broadway Brevities, declaró "Los pansies [mariquitas] aclamaron a La Malin como su reina", y la revista Vanity Fair publicó una caricatura del celebrado Malin en 1931. Entre sus seguidores estaba la actriz Ginger Rogers, y era la escolta frecuente de la actriz Polly Moran.
Según los informes Malin era el artista de cabaret mejor pagado de 1930, "un moreno de seis pies de alto y 200 libras, que también tiene una actitud y un ceceo". Apareció en producciones de Broadway como Sisters of Chorus (1930) y The Crooner (1932).
Después de ser cabeza de cartel en numerosos clubes nocturnos de Nueva York como Paul y Joe's, Malin llevó su acto a Boston y finalmente, a finales de 1932, a la costa oeste, donde fue empleado en cabarets populares como el Ship Cafe en Venice. También actuó en un club que llevó su nombre. Mientras estaba en Hollywood, apareció en dos películas, Arizona to Broadway y el vehículo para Joan Crawford Dancing Lady; en la película anterior, interpretó a Ray Best, un imitador femenino que al estilo Mae West cantó "Frankie and Johnny". Malin fue elegido para una tercera película, Double Harness (1933), pero su actuación fue descartada y reemplazado por un actor menos afeminado; el presidente de la RKO Pictures, B. B. Kahane, repugnado por el amaneramiento de Malin, señaló, "no creo que debamos tener a este hombre en un papel en ninguna película— corto o largometraje".
Malin también grabó al menos dos canciones, "I'd Rather be Spanish than Mannish" y "That's What's the Matter With Me".

## Vida personal
A pesar de ser abiertamente gay, Malin se casó con la ex corista Lucille Heiman/Helman en Nueva York en enero de 1931. Malin y Heiman se conocían desde sus días actuando en el Rubaiyat. Malin solicitó el divorcio en México en noviembre de 1932. En el momento de su muerte, la pareja todavía estaba legalmente casada.
Entre 1936 y 1943, la viuda de Malin estuvo en prisión por operar burdeles de lujo (llamados en la prensa de la época eufemísticamente "casas exclusivas") en Central Park West, Park Avenue y la calle 57 y por violar la Ley Mann.

## Muerte
En las primeras horas del 10 de agosto de 1933, Malin se vio implicado en un accidente de automóvil fatal. Acababa de terminar una "actuación de despedida" en el Ship Cafe en Venice, Los Ángeles. Se subió a su sedán con Jimmy Forlenza (los periódicos se referían a Forlenza como el "amigo íntimo" de Malin) y la actriz de comedia Patsy Kelly. Malin aparentemente confundió las marchas, y el automóvil se puso en reversa y cayó del muelle al agua. Clavado por el volante, Malin murió instantáneamente; Forlenza sufrió graves contusiones y una clavícula rota, y Kelly conmoción y daños serios por la inmersión en el agua.
El funeral de Malin se ofició el 17 de agosto en St. Mary's-Queen of the Angels en Brooklyn, Nueva York. Está enterrado en el Most Holy Trinity Cemetery en Brooklyn.